# Marcos G. McGrath
Marcos Gregorio McGrath Renauld (Zona del Canal de Panamá, 10 de febrero de 1924-Ciudad de Panamá, 4 de agosto de 2000) fue un alto prelado de la Iglesia católica, arzobispo emérito de la arquidiócesis de Panamá. Ordenado sacerdote a los veinticinco años como miembro de la Congregación de Santa Cruz, fue consagrado obispo titular de Caeciri y obispo auxiliar de Panamá a los treinta y siete años. Participó como padre conciliar en las cuatro sesiones del Concilio Vaticano II y tuvo un papel destacado en la elaboración de la constitución pastoral Gaudium et Spes. A los cuarenta años fue designado obispo de la diócesis de Santiago de Veraguas. El 5 de febrero de 1969 fue designado arzobispo de la arquidiócesis de Panamá, cargo en el que prestó sus servicios hasta su retiro en 1994. Trabajó en favor del crecimiento de la conciencia del pueblo panameño como nación en el proceso político que culminó con la entrega al Estado panameño del canal de Panamá. El arzobispo McGrath se posicionó además a favor del retorno a la democracia y del respeto por los derechos humanos durante el período de la dictadura iniciada con el golpe de Estado de 1968.

## Formación y estudios
Marcos Gregorio McGrath Renauld nació en la antigua Zona del Canal de Panamá el 10 de febrero de 1924, hijo de John Thomas McGrath, de ascendencia irlandesa originario de Trenton, New Jersey, quien llegó a Panamá en 1908 a trabajar en la construcción del Canal y de Louise Renauld, costarricense de origen francés nacida en Cartago.  Su padre falleció cuando tenía 4 años y luego su madre se volvería a casar con el señor Heary de Jean.  Del primer matrimonio tuvo 3 hermanos: Juan, Roberto y Eugenio, mientras que del segundo solo uno: Enrique.
Estudió en varios colegios tanto de Latinoamérica como de los Estados Unidos, graduándose en la Academia Militar de La Salle, en Long Island, Nueva York, en 1939. Inició sus estudios superiores en 1939 en la Universidad Católica de Chile (1939-1940). Luego amplió sus conocimientos en la Universidad de Notre Dame (Indiana, EE. UU.), primero como laico (1940-1942) y luego como novicio para la obtención de su grado en Filosofía y Literatura. Ingresó en el Noviciado de la Congregación de Santa Cruz en 1942. Completó sus estudios teológicos en el Holy Cross College de Washington D. C. (1945-1949), y fue ordenado sacerdote el 11 de junio de 1949, a los 25 años de edad. Sus superiores lo enviaron al Instituto Teológico de París (1949-1950), y luego al Angelicum de Roma (1950-1953) para estudios avanzados en teología. En Roma obtuvo su doctorado con una tesis calificada de magna cum laude titulada El Concilio Vaticano I y la evolución del dogma. Entró en contacto con el pensamiento renovador de Yves Congar, Henri de Lubac, Karl Rahner y Romano Guardini, y corrientes filosóficas como el personalismo y el humanismo cristiano, que preparaban el camino al Concilio Vaticano II. Conoció y apreció los grandes movimientos precursores del Concilio: el movimiento litúrgico, el movimiento bíblico, y la Acción Católica caracterizada por el empleo del método «ver, juzgar y actuar».

## Ministerio sacerdotal
En 1953 fue enviado al Saint George's College en Santiago de Chile. Allí se desempeñó como profesor, prefecto de religión, capellán de Acción Católica y director espiritual. Tuvo un trato asequible a los jóvenes, tal vez facilitado por su práctica deportiva, a la vez que insistió en una formación seria en la fe. Con algunos alumnos y exalumnos de ese colegio fundó las Obras Sociales San Jorge, con el ánimo de despertar la conciencia social de los jóvenes poniéndolos en contacto con la pobreza urbana y rural y acompañándolos en proyectos de desarrollo social y misiones en sectores populares.
Desde 1954, monseñor McGrath dictó el curso de Teología Fundamental en la Facultad de Teología. En 1959 fue nombrado decano de la misma. Dando cuerpo a un proyecto estudiado por varios años, en 1960 se fundó la revista Teología y vida, cuyo primer director fue monseñor McGrath. En ella se buscó relacionar la fe y la vida, la teología y la cultura.

La palabra "teología" suscita en muchos el espectro medieval de extrañas teorías sobre doctrinas y opiniones de poca o ninguna relación al hombre y su labor diaria... Para vivir como hombre es imprescindible pensar. Para vivir como cristiano es indispensable pensar la fe. Para nosotros no basta que la fe se esté pensando en Roma o en París o en Múnich. Es preciso que la pensemos en Chile.
Mons. Marcos Gregorio McGrath
Teología y vida 1 (1). primer trimestre de 1960, pág. 4.

## Obispo y arzobispo
En 1961, McGrath fue nombrado obispo auxiliar de Panamá por el papa Juan XXIII, y luego primer obispo de Santiago de Veraguas en 1964. Allí tuvo la oportunidad de servir a los más pobres, los campesinos y los indígenas. Fue testigo también del carácter trágico que tomaría en América Latina el compromiso de la Iglesia con los pobres. Héctor Gallego, sacerdote de la diócesis y promotor de cooperativas campesinas, fue víctima del asesinato por las fuerzas policiales. Le correspondió al obispo exigir la verdad y la justicia en ese caso.
Poco después de su elección al episcopado, se inauguró el Concilio Vaticano II. Monseñor McGrath fue miembro de la Comisión Doctrinal y un activo participante en la redacción de la constitución pastoral Gaudium et Spes. En ella, especialmente en su elaboración de una teología de los signos de los tiempos, vio un fruto de la intuición de José Cardijn acerca del método de la acción cristiana («ver, juzgar, actuar»). Intervino también a favor de un reconocimiento de los laicos como sujetos activos en la Iglesia a partir de su bautismo.
El 10 de febrero de 1969 fue designado arzobispo de Panamá por el papa Pablo VI. Tuvo una actuación decidida en favor del crecimiento de la conciencia del pueblo panameño como nación, promoviendo los justos derechos sobre la base del diálogo, proceso que culminó con la entrega al Estado panameño del Canal de Panamá. El arzobispo se comprometió también en la lucha por la vuelta a la democracia y en el respeto a los derechos humanos, en particular durante el difícil período de la dictadura iniciada con el golpe de Estado de 1968. De marzo a agosto de 1990, fue presidente de la Comisión de Reconciliación Nacional.
El tema de los signos de los tiempos parece haber sido objeto de su meditación constante. Monseñor McGrath dictó una conferencia sobre el tema con ocasión de la II Conferencia General del Episcopado Latinoamericano en Medellín. El arzobispo se había involucrado intensamente en el proceso de difusión y aplicación del Concilio al continente, especialmente a través del Consejo Episcopal Latinoamericano(CELAM), donde participó muy activamente entre 1963 y 1972. Fue su Secretario General y Segundo Vicepresidente. Fue miembro de diversas comisiones, participó en los Sínodos Episcopales, en la comisión preparatoria de la Conferencia de Puebla. Hasta sus últimos días, la meditación sobre el Concilio Vaticano II fue su preocupación constante que recoge su libro Cómo vi y vivi el Concilio y el post-Concilio que apareció muy poco antes de su muerte. Quería recoger su propio testimonio y el de otros obispos conciliares, no para añadir un comentario más a los textos de esa asamblea eclesial, sino para animar a proseguir el espíritu del Concilio como acontecimiento: medir la recepción de este, especialmente su recepción creativa, recontextualizarlo, por eso es importante distinguir entre lo que es coyuntural de las conclusiones del Concilio y lo que es su "espíritu", su propuesta de fondo, el nuevo modo de ser Iglesia inaugurado por él. Y cita como temas que se deben seguir reflexionando: la historicidad de la Revelación y del dogma, la renovación litúrgica, la libertad religiosa, el ecumenismo y el diálogo interreligioso.
Fungió como presidente de la Conferencia Episcopal Panameña en cuatro oportunidades (1969-1970; 1977-1982; 1985-1988; 1991-1994) y de vicepresidente en otras dos (1971-1976; 1982-1985), además de ocupar otros cargos jerárquicos. En el Consejo Episcopal de América Latina (CELAM) desempeñó el cargo de segundo vicepresidente y también desempeñó importantes funciones en la Santa Sede. Renovó la doctrina y la acción pastoral en Panamá de acuerdo con los enunciados del Concilio Vaticano II, y fue responsable de guiar a la Iglesia católica de Panamá en momentos centrales de la historia de ese país en el siglo XX.

## Enfermedad y muerte
En mayo de 1994, en el tiempo pascual, el papa Juan Pablo II aceptó la renuncia que el arzobispo McGrath había presentado un año antes por motivos de salud. Cuando fue ordenado obispo, había escogido como lema episcopal un verso de un himno de la liturgia pascual: Amor sacerdos immolat. Su enfermedad fue larga y penosa. Se esforzó por conservar sus fuerzas, seguir los tratamientos médicos y continuar trabajando y estudiando, mantener sus numerosas amistades y recibir a quien quisiera verlo. En el último tiempo, se hacía leer un libro sobre la espiritualidad de Santa Teresa de Lisieux, y tenía frente a su lecho un cuadro de la Santa Faz de Cristo doliente, pintado por una carmelita panameña. Pero sobre todo quiso celebrar con dignidad y devoción la Eucaristía, diariamente, hasta poco antes de morir. Su mensaje de despedida de la Arquidiócesis, al anunciarse la aceptación de su renuncia, terminaba así: "Dejemos que el Espíritu del Resucitado actúe en nosotros para hacer todas las cosas nuevas."
Víctima del mal de Parkinson, el arzobispo emérito de Panamá Marcos Gregorio McGrath murió el 3 de agosto de 2000 a las 6:00 a. m., en su residencia de la capital, a los 76 años de edad. Se había retirado de sus actividades públicas en 1994, cuando la enfermedad empezó a minar su salud.
Fue enterrado en la cripta de los arzobispos de la Catedral de Panamá.

## Escritos
- Labor social y educativa que corresponde a la Iglesia
- La renovación de la Iglesia al servicio de Panamá: carta pastoral
- Los Estados Unidos y América Latina: amigos o enemigos?
- The canal question: a christian view (El canal: una visión cristiana)
- Hacia una familia renovada: mensaje del Arzobispo de Panamá Mons. Marcos G. McGrath
- La iglesia y el país: una visión global
- Panama, Cerro Colorado and the church
- Educación en la fe.

## Doctoradoshonoris causa
Fue honrado con varios doctorados honoris causa:
- 1963  Doctor en Filosofía, Universidad de Notre Dame, EE. UU.[9]
- 1970 Doctor en Teología, Universidad de Lovaina, Bélgica.
- 1977 Doctor en Leyes, Stonehill College, EE. UU.
- 1979  Doctor en Letras, Georgetown University, EE. UU.
- 1986 Doctor en Humanidades y Ciencias Religiosas, Universidad Católica Santa María La Antigua, Panamá
- 1991 Doctor en Filosofía y Letras, King’s College, (Pensilvania, EE. UU.)
- 1993 Doctor en Letras, Our Lady of Holy Cross College, (Nueva Orleáns, Luisiana) EE. UU.

Se le concedieron otros honores:
- El 23 de junio de 1980 recibió el Premio en la Promoción de Derechos Humanos, otorgado por el Distrito XXIII, Caribe, de la organización judía B'nai B'rith Internacional, disertando en esa ocasión sobre el tema “Shema Israel: Una Reflexión sobre la Biblia y los Derechos Humanos”.
- En 1994 se le hizo entrega de la Orden Municipal y se lo designó Hijo Meritorio de la Ciudad, otorgado por el Consejo Municipal en su sesión solemne extraordinaria el 25 de febrero de 1994.
- El 18 de abril de ese año, el Gobierno de Panamá le otorgó e impuso la Condecoración Nacional de la Orden “Manuel Amador Guerrero” en el Grado de “Gran Cruz”.

| Predecesor: Mons. Tomas Alberto Clavel Méndez | Arzobispo de Panamá 1969 - 1994  | Sucesor: Mons. José Dimas Cedeño Delgado        |
| Predecesor: Creación del cargo                | Obispo de Santiago de Veraguas - | Sucesor: Mons. Martín Legarra Tellechea, O.A.R. |